# 桑芬什-迪费雷拉
桑芬什-迪费雷拉是葡萄牙波尔图区的一个堂区。总面积6.53平方公里，总人口3005人，人口密度460.2人/平方公里。